# Billy Lyall
William „Billy“ Lyall (* 26. März 1953 in Edinburgh, Schottland; † 1. Dezember 1989) war ein schottischer Musiker.

## Leben
Lyall wurde in Edinburgh, Schottland, geboren. Er war Keyboarder, Sänger und gelegentlicher Flötist bei Pilot und ein frühes Mitglied der Bay City Rollers.
Zusammen mit David Paton und Stuart Tosh gründet er 1973 die Band Pilot, mit der er bis zu seinem Ausscheiden 1976 zwei Alben aufnahm. Lyall verließ Pilot, weil er das Gefühl hatte, dass Patons "niedliche Power Pop Liedchen" seine künstlerischen Songs überschatten würden, aber die Trennung war so einvernehmlich, dass seine ehemaligen Bandkollegen auf seinem einzigen Soloalbum Solo Casting (1976) mitspielten. Schlagzeug spielte auf diesem Album übrigens kein Geringerer als Phil Collins.
Lyall war ein klassisch ausgebildeter Pianist, dessen musikalisches Markenzeichen der Einsatz des Synthesizers wurde. Der wichtigste stilistische Unterschied zwischen Pilot und Lyalls Soloalbum besteht also darin, dass dieses neuartige Instrument in seinen Kompositionen eine herausragende Rolle spielt. Lyalls Song Maniac erscheint sowohl auf dem Album Solo Casting als auch auf Pilots 1976er Album Morin Heights, jedoch in sehr unterschiedlichen Versionen. Paton sagt, Lyalls Song Don't Be Silly sei ein Seitenhieb auf seine "niedlichen" Songs und das Teeny-Bopper-Image von Pilot, aber die meisten Texte von Lyall sind unergründlich fragmentarisch und abstrakt. Us und die Paul-McCartney-artige Melodie The Deeper You Get zeigen, dass Lyall sich nicht wirklich von der Popmusik getrennt hatte und beide Songs gut auf eine Pilot-Platte gepasst hätten. Sleep schließt das Album mit einem sieben Minuten langen Orchesterinstrumental ab, das Lyalls klassische Ausbildung und seine Affinität zu einer Musik jenseits des damals üblichen Mainstream-Pop demonstriert.
1976 war er wie auch seine ehemaligen Pilot-Mitstreiter Paton, Tosh und Bairnson beim ersten Album von The Alan Parsons Project, Tales of Mystery and Imagination, beteiligt.
In der Folgezeit hat er sich als Arrangeur, speziell für Streicher und Synthesizer, bei verschiedenen Künstlern betätigt, unter anderem bei der Funk/Soul Band Hi-Tension oder auch bei Steve Goulds (Ex-Rare Bird) Band Runner.
Zwischen 1978 und 1982 war er Keyboarder bei dem britischen Pop-Duo Dollar.
Billy Lyall starb am 1. Dezember 1989 im Alter von 36 Jahren stark abgemagert an AIDS.